# حبيب الكروي
حبيب بن قاسم آغا الكروي زاده القيسي البغدادي ثم الزبيري (1231 هـ - 1295 هـ)، فقيه حنبلي وشاعر من بغداد.

## سيرته
ولد في بغداد سنة 1231 هـ، درس على أبي الثناء الآلوسي صاحب تفسير المعاني وتخرج على يده، كان سمح الوجه حلو الحديث لين الجانب تحفه المهابة وتلازمه السكينة.
تولىٰ التدريس والخطابة في جامع حسين باشا وكان إذا قرأ القرآن أخذ بمجامع القلوب وأسبل العيون العبرات فذاع صيته بين علماء بغداد الأمر الذي دعا مسئولي مدرسة الدويحس الدينية في الزبير أن يطلبوه من الحكومة العثمانية للتدريس فحضر ودرس الفقه والتجويد والحساب والصرف فأقبل عليها الطلاب للعلم أمثال محمد بن عوجان ومحمد بن غنيم وصالح بن حمد المبيض ومحمد بن دايل وكان ذلك سنة 1287 هـ.
تولىٰ القضاء في بلد الزبير سنة 1289 هـ وبقي مدرساً وقاضياً حتىٰ وفاته في شهر محرم سنة 1295 هـ. ودفن في مقبرتها مقبرة الحسن البصري.